# Arthroleptis variabilis
Arthroleptis variabilis Matschie, 1893 è un anfibio anuro, appartenente alla famiglia degli Artroleptidi.

## Distribuzione e habitat
Si trova nella Nigeria orientale, in Camerun, nella Repubblica Centrafricana, nella Repubblica del Congo, ne nord e nel nord-est della Repubblica democratica del Congo, nella Guinea Equatoriale e nel Gabon.